# KUK (časopis)
KUK (ISSN 0862-7851) byl humoristický týdeník České unie karikaturistů (ČUK), který vycházel od dubna 1990 do června 1991. Vydávalo ho vydavatelství a nakladatelství Novinář, v roce 1991 pak nakladatelství KOBRA.

## Historie týdeníku KUK
Nulté číslo týdeníku KUK, které ještě nebylo distribuováno PNS (Poštovní novinová služba), vyšlo 30. 4. 1990; první číslo vyšlo 29. 5. 1990 a stálo 0,90 Kčs. Týdeník KUK vypadal jako noviny – měl stejný formát, kvalitu papíru i podobné rubriky jako noviny (např. Z domova, Ze světa, Sport), ale místo zpráv a komentářů měl kreslené vtipy. Byl to „časopis“ na koukání (odtud název KUK), do jednoho výtisku, který měl pouze čtyři strany, se vešlo až 40 kreslených vtipů. Kreslené vtipy do něj dodávali především členové ČUK, ale prostor dostávali i začínající kreslíři a zahraniční autoři. Krátké texty měl pouze na stranách 1 a 4 (např. Dotaz na rádio Jerevan, anekdoty O zlatou mříž, cyklus básniček "Kovandovy zaručeně pravé pohlavní úchylnosti"). Kreslené vtipy byly černobílé, barevné grafické prvky byly používány pouze na přední a zadní straně (např. nadpisy, logo týdeníku). Postupně týdeníku klesal náklad a mírně stoupala cena. Poslední číslo vyšlo 26. 6. 1991 a stálo 1,90 Kčs.
Prvním šéfredaktorem KUKu byl novinář, spisovatel, teoretik karikatury, organizátor soutěží kresleného humoru a zakladatel České unie karikaturistů Ivan Hanousek. Od ledna 1991 byl šéfredaktorem humorista, grafik, novinář, karikaturista, performer a organizátor „Salonů kresleného humoru“ Josef Kobra Kučera.

## Magazín týdeníku KUK
Magazíny týdeníku KUK měly oproti týdeníku KUK poloviční formát a měly i s obálkou 36 stran. Byly plné černobílých kreslených vtipů, barevná byla pouze obálka magazínu. Vyšly dva magazíny KUKu – koncem roku 1990 vydalo nakladatelství NOVINÁŘ Erotikon KUK do postele (cena 9 Kč), v roce 1991 vydalo nakladatelství KOBRA KUK za všechny prachy (cena 9,50 Kč).

## Kreslíři týdeníku KUK
Vladimír Balcar, Miroslav Barták, Zdeněk Bárta, Zdeněk Beneš, Jan Bernat, Karel Bláha, Antonín Boháček, Radovan Bogdanowicz, Josef Brožek, Jan Bubla – Eva Koleníková, Jaroslav Cita, André Černoušek, Jiří Daněk, Evžen David, Jaroslav Dodal, Jaroslav Dostál, Marek Douša, Luboš Drastil, Oldřich Dvořák, Miroslav Fechtner, Tomáš Gayer, Václav a Petr Herinkovi, Jiří Hiršl, Petr Hlavinka, Vladimír Hlavín, Zdeněk Hofman, Pavel Hrabovský, Michal Hrdý, Jan Hrubý, Jan Chadim, Emanuel Jakub, Pavel Javorek, Vladimír Jiránek, Václav Johanus, Roman Jurkas, Tomáš Kahuda, Pavel Kantorek, Jiří Kavka, Miroslav Kemel, KOBRA, Jaroslav Kočí, Zbyněk Kočí, Miloš Kohlíček, Jan Korbel, Pavel Koťan, Milan Kounovský, Břetislav Kovařík, Ivan Kováčik, Pavel Kotyza, Roman Krása – Martin Špatenka, Oldřich Krupička, Jan Kristofori, Miloš Krmášek, Jan Křeš, J. V. Kuklík, Lukáš Kulhánek, Roman Kubec, Daniel Ladman, Pavel Langhans, Lubomír Lichý, Milan Lipovský, Václav Linek, Jiří Litschka, Jiří Lochman, Jan Lušovský, Svatopluk Machala, Miloslav Martenek, Lubomír Matoušek, Pavel Matuška, Zdeněk Mareš, Josef Marks, Martin Mašek, Jiří Mikulecký, Vlasta Mlejnková, Stanislav Mlynář, Antonín Mokrý, Petr Mušálek, Miloš Nesvadba, NOS (Jiří Novák – Jaroslav Skoupý), Hana Novotná, Edmund Orián, Václav Ostatek, Jiřina Palková, Dušan Pálka, Jan Písařík, Josef Poláček, Vladimír Renčín, Dan Růžička, Martin Rybář, Karel Řehoř, Jan Schinko, Pavel Skura, Jiří Slíva, Miloš Sotona, Pavel Starý, Radek Steska, Ivan Svoboda, Emil Šourek, Pavel Šourek, Petr Šuta, Václav Šveňha, Václav Teichmann, Monika Tobischová, Jan Tomaschoff, Karel Trinkewitz, Petr Urban, Michal Valeš, Jiří Vaněk, Lubomír Vaněk, Jan Vobr, Pavel Vorel, Jan Vyčítal, Petr Zadražil, Luděk Zdražil, Michal Žabka a další. V magazínu KUK do postele se navíc objevil komiks Štěpána Mareše a dvě barevné kresby Káji Saudka. 